# Rijtijdenbesluit
Het rijtijdenbesluit is de gebruikelijke benaming voor de wetgeving, die de werkuren van onder meer buschauffeurs en vrachtwagenchauffeurs regelt. 

## Europese reglementering
Aan de grondslag van deze regelingen ligt een Europese verordening op het wegvervoer, namelijk nr. 3820/85 - 3821/85 - 88/559 en nr. 2135/98. Met ingang van 11 april 2007 wordt de verordening 3820/85 opgeheven en geldt de verordening nr. 561/2006 van het Europees Parlement en de Raad van 15 maart 2006. Deze verordening is in het leven geroepen om de verkeersveiligheid in Europa te bevorderen. Vermoeidheid van de chauffeur speelt een belangrijke rol in het ontstaan van veel ernstige verkeersongelukken.
De Verordening (EG) nr. 561/2006 bepaalt:
de dagelijkse rijtijd (9 uur) en de mogelijkheid tot verlenging (2x per week tot 10 uur)
de rijtijd per week (56 uur)
de rijtijd per twee opeenvolgende weken (90 uur)
de duur van de ononderbroken rijperiode (4u 30) en de rustpauzes (45 min)
de modaliteiten voor de onderbreking van de rijtijd
de dagelijkse rusttijd (11 achtereenvolgende uren per 24 uur) en de mogelijkheid tot opsplitsing (3 + 9 uur) of inkorting (3x per week tot 9 uur)
de wekelijkse rusttijd (45 uur) en de mogelijkheid tot inkorting (1x per twee weken 24 uur))
Verordening (EU) nr. 165/2014 van 4 februari 2014  regelt de controle met de tachograaf.

## Nederland
De regeling heet in Nederland formeel het Arbeidstijdenbesluit Vervoer en is gebaseerd op de Arbeidstijdenwet van 23 november 1995, die regels geeft voor de arbeids- en rusttijden van werknemers. Hoofdstuk 2 van het Arbeidstijdenbesluit is specifiek geschreven voor het wegvervoer en geldt zowel voor het binnenlandse als voor het internationale vervoer.     

## Rijtijdenbesluit
Het Arbeidstijdenbesluit Vervoer kent twee varianten m.b.t. tot de dagelijkse rust:
- de normale dagelijkse rust. Dat betreft een dagelijkse rust van minimaal 11 aaneengesloten uren. Overigens kan die rust ook gesplitst worden. De eerste periode moet dan minstens 3 uur bedragen en de tweede minstens 9 uur;
- de verkorte dagelijkse rust. Dat betreft een dagelijkse rust van minder dan 11 maar minstens 9 aaneengesloten uren. Tussen twee wekelijkse rustperioden mogen maximaal drie verkorte dagelijkse rusten vallen. De verkorte dagelijkse rust hoeft niet gecompenseerd te worden.

Voor beide varianten geldt dat de dagelijkse rust moet worden genoten binnen 24 uur na de vorige dagelijkse of wekelijkse rust. In andere woorden, binnen 24 uur na aanvang.
Voor een dubbelbemand voertuig is bepaald dat beide chauffeurs de dagelijkse rust binnen 30 uur na aanvang moeten genieten. Die dagelijkse rust moet dan minimaal 9 aaneengesloten uren bedragen (stilstaand voertuig).

### Wekelijkse rusttijd
De wekelijkse rust moet uiterlijk na 6 maal 24 uur na de vorige wekelijkse rust worden genoten. Ook hier kennen we twee varianten:
- de normale wekelijkse rust bedraagt minstens 45 aaneengesloten uren;
- de verkorte wekelijkse rust bedraagt minder dan 45 maar minstens 24 aaneengesloten uren. De uren die minder gemaakt worden dan 45 uur moeten worden gecompenseerd. Dat moet geschieden binnen 3 weken na de week waarin de verkorting plaatsvond. Compensatie moet in 1 keer gebeuren (alleen de uren die men minder dan 45 uur gerust heeft hoeven gecompenseerd te worden) en dat moet aaneensluitend aan een rustperiode van minstens 9 uur. Oftewel, aaneensluitend aan een dagelijkse of een wekelijkse rust.

In twee opeenvolgende weken moeten of twee normale wekelijkse rusten of een normale en een verkorte wekelijkse rust vallen. Er mogen niet twee verkorte rusten achter elkaar worden genoten.

### Rijtijd
Dan is er nog de tijd die de chauffeur daadwerkelijk achter het stuur zit:
- Rijtijd zonder onderbreking: maximaal 4.5 uur.
Hierna dient minimaal 45 minuten te worden gerust. Eventueel mag deze rustperiode ook gesplitst worden genoten, waarbij een eerste onderbreking minstens 15 minuten bedraagt en een volgende minstens 30.
- Maximale dagelijkse rijtijd in beginsel 9 uur, maar tweemaal per week mag die verlengd worden tot 10 uur.
- Rijtijd per week maximaal 56 uur (4 × 9 + 2 × 10)
- Rijtijd per 2 opeenvolgende weken maximaal 90 uur

## België
In België wordt dit de wetgeving op de rij- en rusttijden genoemd. De Europese verordening is rechtstreeks van toepassing. Een Koninklijk Besluit van 17 oktober 2016 regelt enkel een aantal modaliteiten, zoals de controle-instanties en de sancties voor inbreuken. Naleving wordt onder andere gecontroleerd door de ambtenaren van de Federale Overheidsdienst Mobiliteit en Vervoer (FOD MV), de Politie en ambtenaren van de sociale inspectie.